# Вагин, Пётр Александрович
Пётр Александрович Вагин (род. 12 октября 1977, Котельнич, Кировская область) — российский государственный деятель, глава города Тобольска с 1 августа 2024 года. Муниципальный советник 1 класса.
30 июля 2024 года по результатам голосования депутатов Тобольской городской думы наделён полномочиями мэра Тобольска. Секретарь тобольского отделения партии «Единая Россия».

## Ранние годы и образование
Родился 12 октября 1977 года в г. Котельнич Кировской области. В 1999 году окончил Тюменский юридический институт МВД РФ по специальности «Юриспруденция», в 2015 году Академию управления МВД России по направлению подготовки «Менеджмент», специализация «Государственное муниципальное управление». В 2017 году окончил Тюменский институт повышения квалификации сотрудников МВД России по направлению подготовки «Юриспруденция». В 2017 году окончил адьюнктуру, в 2018 году защитил кандидатскую диссертацию на ученое звание кандидата юридических наук. В 2020 прошел подготовку в РАНХиГС. В 2021 и в 2024 годах проходил профессиональную переподготовку в Сколково.

## Карьера
Службу в органах внутренних дел начал в 1995 году. Занимал различные должности в оперативных подразделениях ГУВД Тюменской области: в 2015 году назначен начальником управления МВД России по г. Тюмени. С 2019 года занимал должность заместителя министра внутренних дел — начальника полиции Северной Осетии — Алании.
В 2019 году стал победителем конкурса управленцев «Лидеры России». В дальнейшем прошёл подготовку в РАНХИКС на мастера государственного управления. С 2020 по 2024 год занимал должность заместителя главы города Тюмени. Курировал управы административных округов, департаменты безопасности и потребительского рынка. Отвечал за благоустройство, выполнение нацпроекта «Комфортная городская среда», внедрение системы «Безопасный город». С 1 июня 2024 года временно исполнял обязанности главы Тюмени после назначения Руслана Кухарука врио губернатора Ханты-Мансийского автономного округа (ХМАО — Югра).
Награждён государственной наградой, медалью «За отличие в охране общественного порядка», медалями МВД России «За отличие в службе» I, II, III степеней, почётной грамотой Губернатора Тюменской области, почётной грамотой Главы города Тюмени.

## Семья и личная жизнь
Женат, воспитывает двоих сыновей.